# Trichomycterus migrans
Trichomycterus migrans är en fiskart som först beskrevs av Dahl, 1960.  Trichomycterus migrans ingår i släktet Trichomycterus och familjen Trichomycteridae. Inga underarter finns listade i Catalogue of Life.